# ХК ЦСКА (София)
Вижте пояснителната страница за други значения на ЦСКА.
„ЦСКА“ е български професионален хокеен клуб от град София, който играе домакинските си мачове в „Зимния Дворец“.
Цветовете на клуба са червено и бяло, прякор – „Армейците“, „Червените“. Отборът е ставал 24 пъти шампион на България и е бил 14 пъти носител на купата на България.
През годините отборът се е състезавал под имената „Народна Войска“ и „ЦДНА“ а през 1963 г. се обединява с отбора на „Червено Знаме“.
ХК ЦСКА София е единственият български отбор успявал да премине I (начална) група на европейски турнир.

## История
ХК ЦСКА София е създаден през 1952 г. като още първата година печели шампионата на България. През 1963 г. се обединява с още няколко други отбори като един от тях е неколкократния шампион „Червено знаме“ по този начин усвоява спечелените титли от отбора на червено знаме. По вереме на комунизма ХК ЦСКА е хегемон в първенството на България. След падането на комунизма ХК ЦСКА трайно изоставя от отборите на „Славия“ (София) и „Левски“ (София). През 2013 г. ХК ЦСКА успява да спечели шампионата на България след 27-годишна прекъсване.
През 2014 и 2015 г. ХК ЦСКА успява да се клавира за II етап на „Континенталната купа на Европа“.

## Шампионат
ХК „ЦСКА“ се състезава в А група на държавното първенство за мъже.

## Успехи
Шампион на България: – 16 пъти:
- 1964, 1965, 1966, 1967, 1969, 1971, 1972, 1973, 1974, 1975, 1983, 1984, 1986, 2013, 2014, 2015 г.

 Вицешампион: – 17 пъти:
- 1955, 1960, 1961, 1962, 1963, 1968, 1970, 1978, 1987, 1988, 1989, 2008, 2009, 2010, 2011, 2012, 2025г.

 Носител на купата на България – 14 пъти:
- 1964, 1965, 1967, 1972, 1973, 1975, 1976, 1978, 1981, 1983, 1986, 1987, 2012, 2013 г.